# Landtagswahl in Niedersachsen 1982
- SPD: 63
- Grüne: 11
- FDP: 10
- CDU: 87

Die Wahl zum 10. Niedersächsischen Landtag fand am 21. März 1982 statt. Die CDU konnte ihren Stimmenanteil steigern und erreichte die absolute Mehrheit der Stimmen und Ernst Albrecht (CDU) blieb Ministerpräsident.

## Ausgangslage
Ernst Albrecht wurde 1976 mit Stimmen aus dem sozialliberalen Lager zum Ministerpräsidenten gewählt, obwohl sich die CDU im Landtag in der Opposition befand. Bei der folgenden Landtagswahl in Niedersachsen 1978 erreichte die CDU eine absolute Mehrheit der Mandate.
Der Wahlkampf 1982 stand im Zeichen der Agonie der sozialliberalen Koalition im Bund und der Wirtschaftskrise. Auch wenn die Bonner Koalition erst mit dem Rücktritt der liberalen Bundesminister am 17. September 1982 enden sollte, wurde bereits vor der Wahl intensiv über einen Koalitionsbruch diskutiert. Das Abrücken der SPD vom NATO-Doppelbeschluss und der Atomkraft war ein deutliches Zeichen für einen Linksruck der SPD, den Bundesregierung und F.D.P. nicht mitmachen wollten. Die Landtagswahl wurde daher als Vortest auf die folgende Bundestagswahl betrachtet. Die letzte Landtagswahl, die Wahl zum Abgeordnetenhaus von Berlin 1981, war von der CDU deutlich gewonnen worden.
Die CDU trat mit Albrecht, die SPD mit Karl Ravens als Spitzenkandidaten an.

## Parteien und Kandidaten

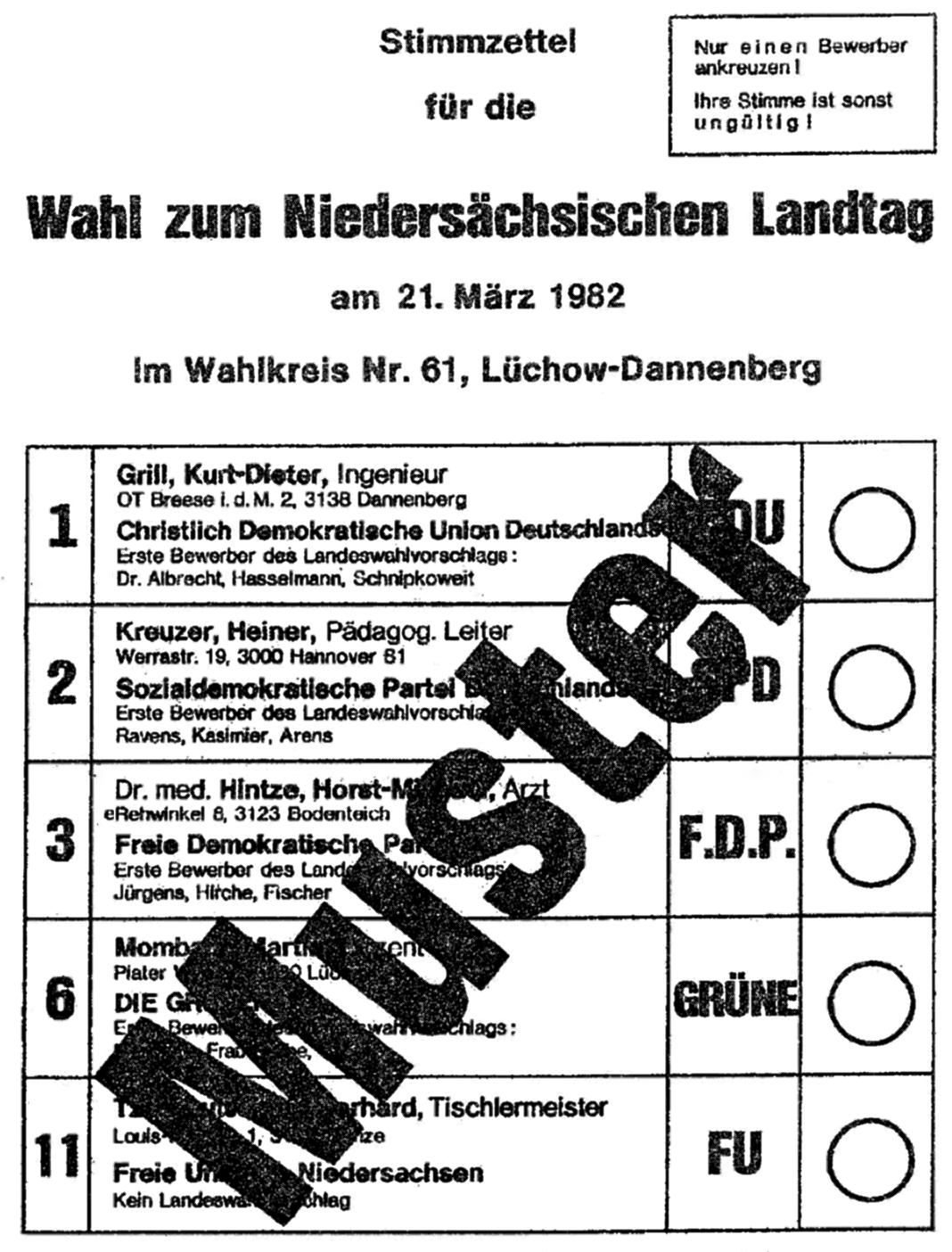
Musterstimmzettel 1982, Wahlkreis 61 Lüchow-Dannenberg

Der Landeswahlausschuss ließ 515 Kreiswahlvorschläge von 11 Parteien und Einzelbewerber zu:
| Nr.                                             | Partei/Einzelbewerber                           | Kurzbezeichnung                                 | Zahl der Wahlkreisbewerber |
| ----------------------------------------------- | ----------------------------------------------- | ----------------------------------------------- | -------------------------- |
| 1                                               | Christlich Demokratische Union Deutschlands     | CDU                                             | 100                        |
| 2                                               | Sozialdemokratische Partei Deutschlands         | SPD                                             | 100                        |
| 3                                               | Freie Demokratische Partei                      | F.D.P.                                          | 100                        |
| 4                                               | Bürgerpartei/Umweltunion                        |                                                 | 1                          |
| 5                                               | Deutsche Kommunistische Partei                  | DKP                                             | 90                         |
| 6                                               | DIE GRÜNEN                                      | GRÜNE                                           | 100                        |
| 7                                               | Europäische Arbeiterpartei                      | EAP                                             | 10                         |
| 8                                               | Frauenpartei                                    |                                                 | 5                          |
| 9                                               | Bund Westdeutscher Kommunisten                  | BWK                                             | 4                          |
| 10                                              | Deutsche Friedens-Union                         | DFU                                             | 3                          |
| 11                                              | Freie Union in Niedersachsen                    | FU                                              | 1                          |
| 12                                              | Einzelbewerber                                  | Einzelbewerber                                  | 1                          |
| Gesamtzahl der zugelassenen Kreiswahlvorschläge | Gesamtzahl der zugelassenen Kreiswahlvorschläge | Gesamtzahl der zugelassenen Kreiswahlvorschläge | 515                        |

## Ergebnisse
Bei der Landtagswahl 1982 ergab sich folgendes Ergebnis:
| Partei                                            | Stimmen   | Anteil in % | ± (%) | Direkt- man- date | Sitze | ±   |
| ------------------------------------------------- | --------- | ----------- | ----- | ----------------- | ----- | --- |
| Christlich Demokratische Union Deutschlands (CDU) | 2.118.137 | 50,7        | +2,0  | 87                | 87    | +4  |
| Sozialdemokratische Partei Deutschlands (SPD)     | 1.526.346 | 36,5        | −5,7  | 13                | 63    | −9  |
| Die Grünen (Grüne)                                | 273.338   | 6,5         | +2,6  | 0                 | 11    | +11 |
| Freie Demokratische Partei (FDP)                  | 246.959   | 5,9         | +1,7  | 0                 | 10    | +10 |
|                                                   |           |             |       |                   |       |     |
| Deutsche Kommunistische Partei (DKP)              | 11.552    | 0,3         | ±0,0  | 0                 | 0     | ±0  |
| Frauenpartei                                      | 586       | 0,0         | neu   | 0                 | 0     | neu |
| Freie Union (FU)                                  | 444       | 0,0         | −0,3  | 0                 | 0     | ±0  |
| Europäische Arbeiter-Partei (EAP)                 | 427       | 0,0         | ±0,0  | 0                 | 0     | ±0  |
| Deutsche Friedens-Union (DFU)                     | 425       | 0,0         | neu   | 0                 | 0     | neu |
| Bürgerpartei/Umweltunion                          | 97        | 0,0         | neu   | 0                 | 0     | neu |
| Bund Westdeutscher Kommunisten (BWK)              | 80        | 0,0         | neu   | 0                 | 0     | neu |
| Einzelbewerber                                    | 119       | 0,0         |       | 0                 | 0     |     |
| Gültig                                            | 4.178.510 | 199,3       |       |                   |       |     |
| Ungültig                                          | 0.028.422 | 100,7       |       |                   |       |     |
| Gesamt                                            | 4.206.932 | 100,0       |       | 100               | 171   | +16 |
| Wahlberechtigte/Wahlbeteiligung                   | 5.412.370 | 177,7       | −0,8  |                   |       |     |

Die CDU hatte 8 Überhangmandate. Dadurch und durch 8 Ausgleichsmandate (SPD 6, Grüne und FDP je 1) vergrößerte sich der Landtag von 155 auf 171 Sitze.

## Folgen
Die Regierung Albrecht wurde bestätigt und konnte mit absoluter Mehrheit weiterregieren.
Den Grünen gelang der Sprung in den Landtag. Damit waren die Grünen erstmals im Landtag eines Flächenlandes vertreten. Die bundespolitische Diskussion um das Ende der sozialliberalen Koalition wurde durch das relativ gute Abschneiden der F.D.P. befördert.
Gemäß der Infas-Wanderungsbilanz verlor die SPD Wähler in alle Richtungen: Die CDU gewann per saldo 55.000 Stimmen, die Grünen und die FDP jeweils rund 50.000 Stimmen von der SPD. 36.000 frühere SPD-Wähler gingen in das Lager der Nichtwähler verloren.